# Stadion Miejski im. Kazimierza Deyny
Stadion Miejski im. Kazimierza Deyny – stadion piłkarski, znajdujący się w Starogardzie Gdańskim, przy ul. Olimpijczyków Starogardzkich 1.
W latach 2010–2011 przeprowadzono gruntowną przebudowę stadionu za kwotę około 14 milionów złotych. Ma dwie trybuny. Pojemność obiektu to 3291 miejsc. W sektorze B znajduje się rzeźba Kazimierza Deyny, autorstwa Sławomira Kuśnierza.
W skład kompleksu wchodzą:
- boisko do piłki nożnej 105m x 68m o nawierzchni z trawy naturalnej,
- bieżnia okólna tartanowa 400m,
- skocznia do skoków wzwyż,
- rzutnia do pchnięcia kulą,
- rzutnia do rzutu dyskiem i młotem,
- skocznia do skoku w dal i trójskoku,
- skocznia do skoku o tyczce,
- rów z wodą,
- rzutnia do rzutu oszczepem.

Na stadionie odbyły się dwa finały Regionalnego Puchar Polski na szczeblu okręgu pomorskiego, w sezonie 2011/2012 i w sezonie 2016/2017 oraz dwa mecze Pucharu Polski w sezonie 2018/2019.

## Galeria

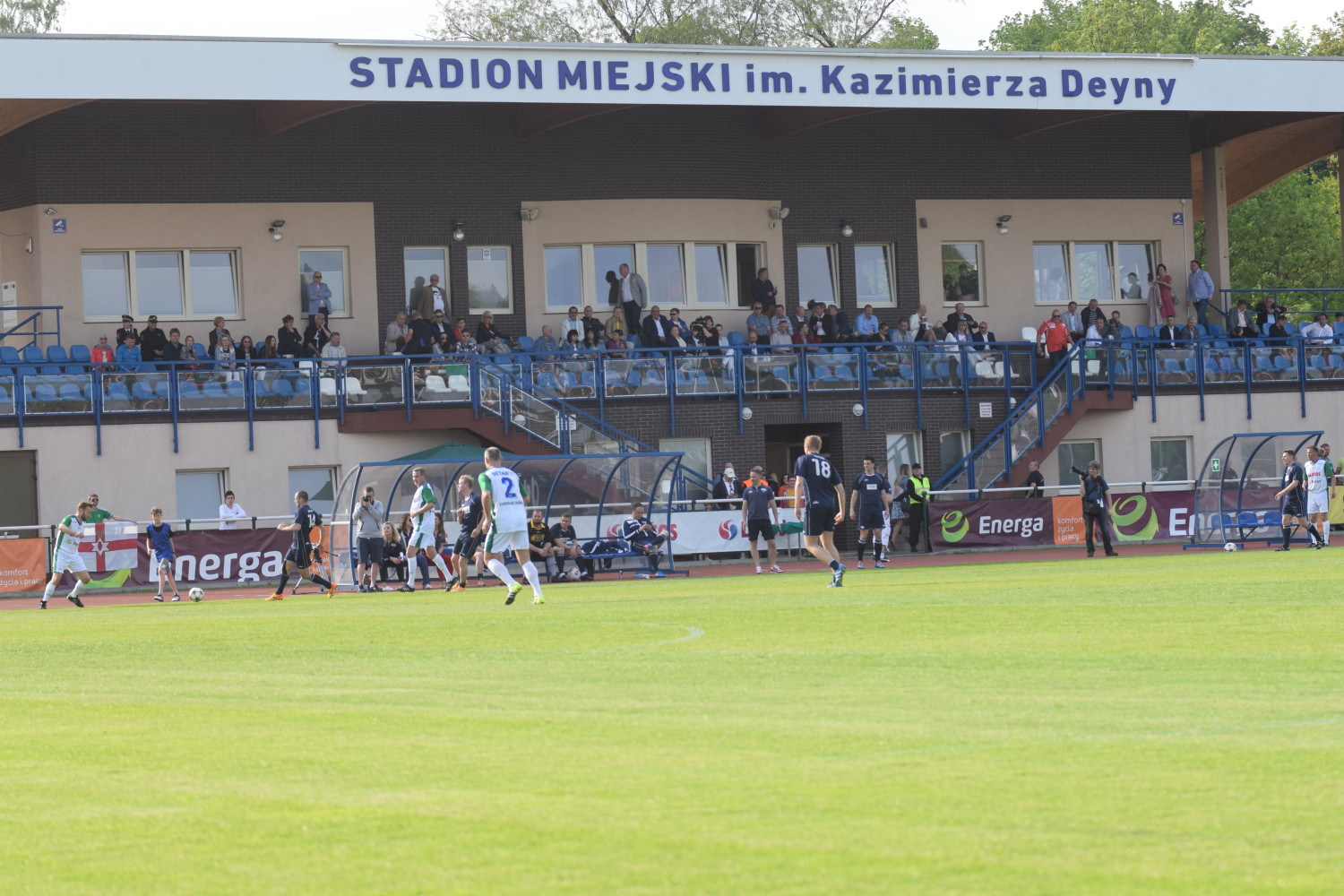
Widok na trybunę zadaszoną
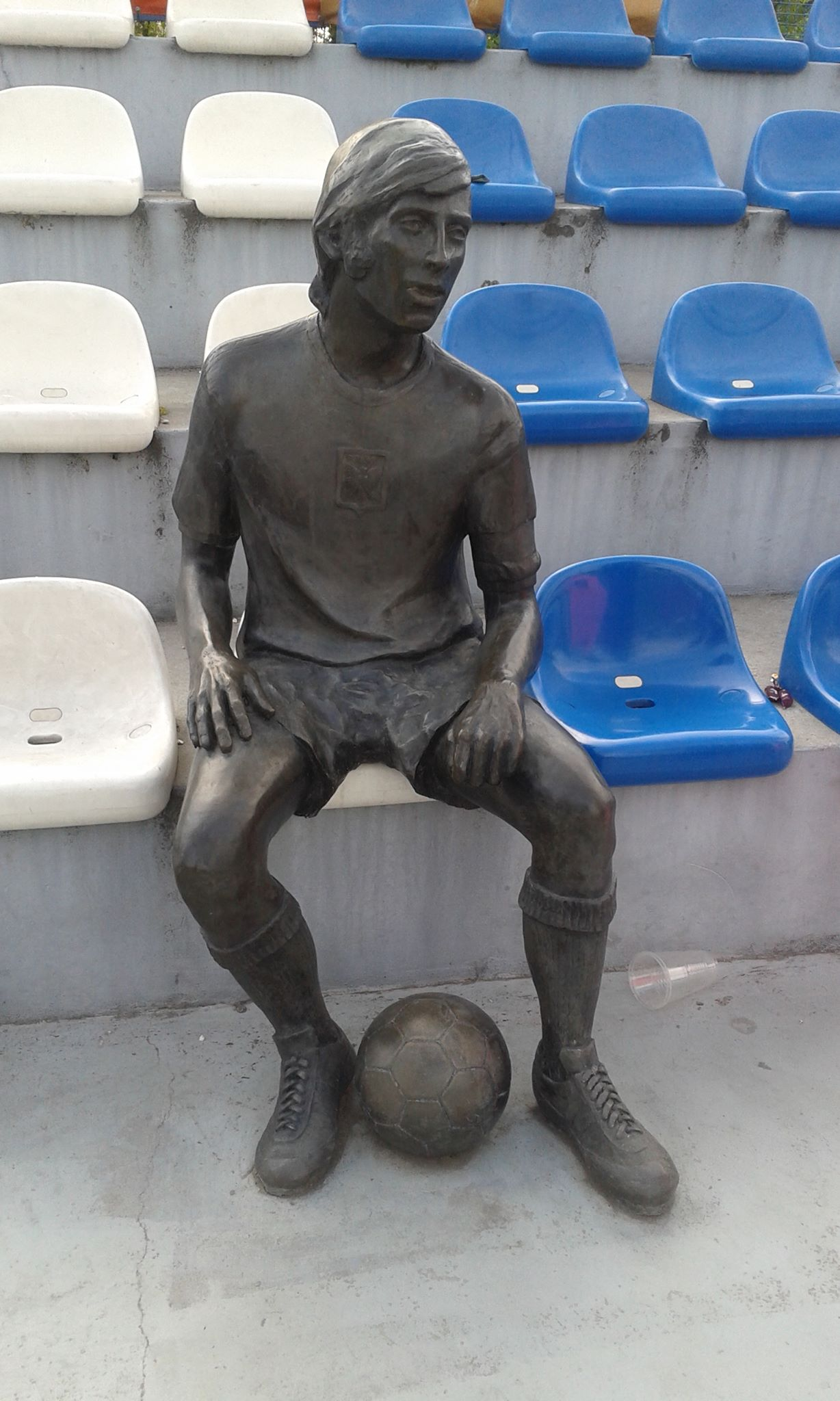
Rzeźba Kazimierza Deyny na stadionie